# Uniejów
Uniejów je naselje in sedež istoimenske občine v Loškem vojvodstvu v osrednji Poljski. Po popisu leta 2017 je imelo 3011 prebivalcev.
Kraj je znan po svojem termalnem letovišču in gradu iz 14. stoletja z urejenim parkom.